# Quercus aerea
Quercus aerea — вид рослин з родини букових (Fagaceae), ендемік мексиканських штатів Сан-Луїс-Потосі і Чихуахуа.

## Поширення й екологія
Ендемік мексиканських штатів Сан-Луїс-Потосі і Чихуахуа.
Про середовище проживання й загрози інформації немає.